# Le Rêve de Daisy
Pour plus de détails, voir Fiche technique et Distribution.
Le Rêve de Daisy est un film d'animation australien réalisé par Ricard Cussó et sorti en 2020.

## Fiche technique
Sauf indication contraire, les informations mentionnées dans cette section peuvent être confirmées par les bases de données cinématographiques IMDb et Allociné,  présentes dans la section « Liens externes ».
- Titre original : Daisy Quokka: World's Scariest Animal
- Réalisation : Ricard Cussó
- Scénario : Ryan Greaves et Trudy Hellier
- Musique : Ack Kinmonth
- Décors :
- Costumes :
- Photographie :
- Montage : Michelle McGilvray
- Son : Ben Stewart
- Animateur : Damian Pin et Tania Vincent
- Production : Nadine Bates et Kristen Souvlis
  - Producteur délégué : Julia Adams, Michael Favelle et Martin Gallery
  - Producteur exécutif : Andrew Cook
  - Coproducteur : Ryan Greaves
- Sociétés de production : Like a Photon Creative, Particular Crowd, Odin's Eye Animation et Screen Australia
- Sociétés de distribution : Alba Films
- Pays de production :  Australie
- Langue originale : anglais
- Format : couleur — 1,85:1
- Genre : animation
- Durée : 88 minutes
- Dates de sortie :
  - Australie : 28 novembre 2020
  - France : 30 août 2023

## Distribution
Sauf indication contraire ou complémentaire, les informations mentionnées dans cette section proviennent du générique de fin de l'œuvre audiovisuelle présentée ici.

### Voix originales
- Angourie Rice : Daisy Quokka
- Sam Neill : Frankie Scales
- Lucy Durack : la mère de Daisy
- Frank Woodley : Fightless Feather
- Richard Wilkins

### Voix françaises
- Marie Braam : Daisy Quokka
- Jean-Michel Vovk
- Maia Baran